# Gornji Desinec
Gornji Desinec – wieś w Chorwacji, w żupanii zagrzebskiej, w mieście Jastrebarsko. W 2011 roku liczyła 651 mieszkańców.